# 盧泰卡 (普里盧基區)
50°25′40″N 32°24′34″E / 50.42778°N 32.40944°E
盧泰卡（烏克蘭語：Лутайка），是烏克蘭的村落，位於該國北部切爾尼戈夫州，由普里盧基區負責管轄，始建於1700年，面積0.97平方公里，海拔高度120米，2001年人口104，人口密度每平方公里106.9人。